# 臨武県
臨武県（りんぶ-けん）は中華人民共和国湖南省郴州市に位置する県。

## 行政区画
- 鎮：舜峰鎮、金江鎮、武水鎮、南強鎮、汾市鎮、水東鎮、楚江鎮、麦市鎮、香花鎮
- 郷：花塘郷、万水郷、鎮南郷
- 民族郷：西山ヤオ族郷